# کواویلا
کواویلا(به اسپانیایی: Coahuila) یکی از سی و یک ایالت مکزیک است که در شمال شرقی مکزیک واقع است.

## جغرافیا
این ایالت با ایالت‌های نوئوو لئون از شرق، زاکاتکاس و سن لوئیس پوتوسی از جنوب، دورانگو و چیواوا از غرب مرز دارد. 
از شمال مرزی به طول ۵۱۲ کیلومتر (۳۱۸ مایل) با آمریکا (ایالت تگزاس) دارد و با داشتن مساحتی بالغ بر ۱۵۱٬۵۶۳ کیلومتر مربع (۵۸٬۵۱۹ مایل مربع) سومین ایالت بزرگ مکزیک به شمار می‌رود. 
این ایالت بر اساس سرشماری سال (۲۰۱۰) ۲٬۶۵۵٬۱۸۷ نفر جمعیت دارد. 
مرکز آن شهر سالتیلو و بزرگترین شهر آن تورئون است.

## نگارخانه

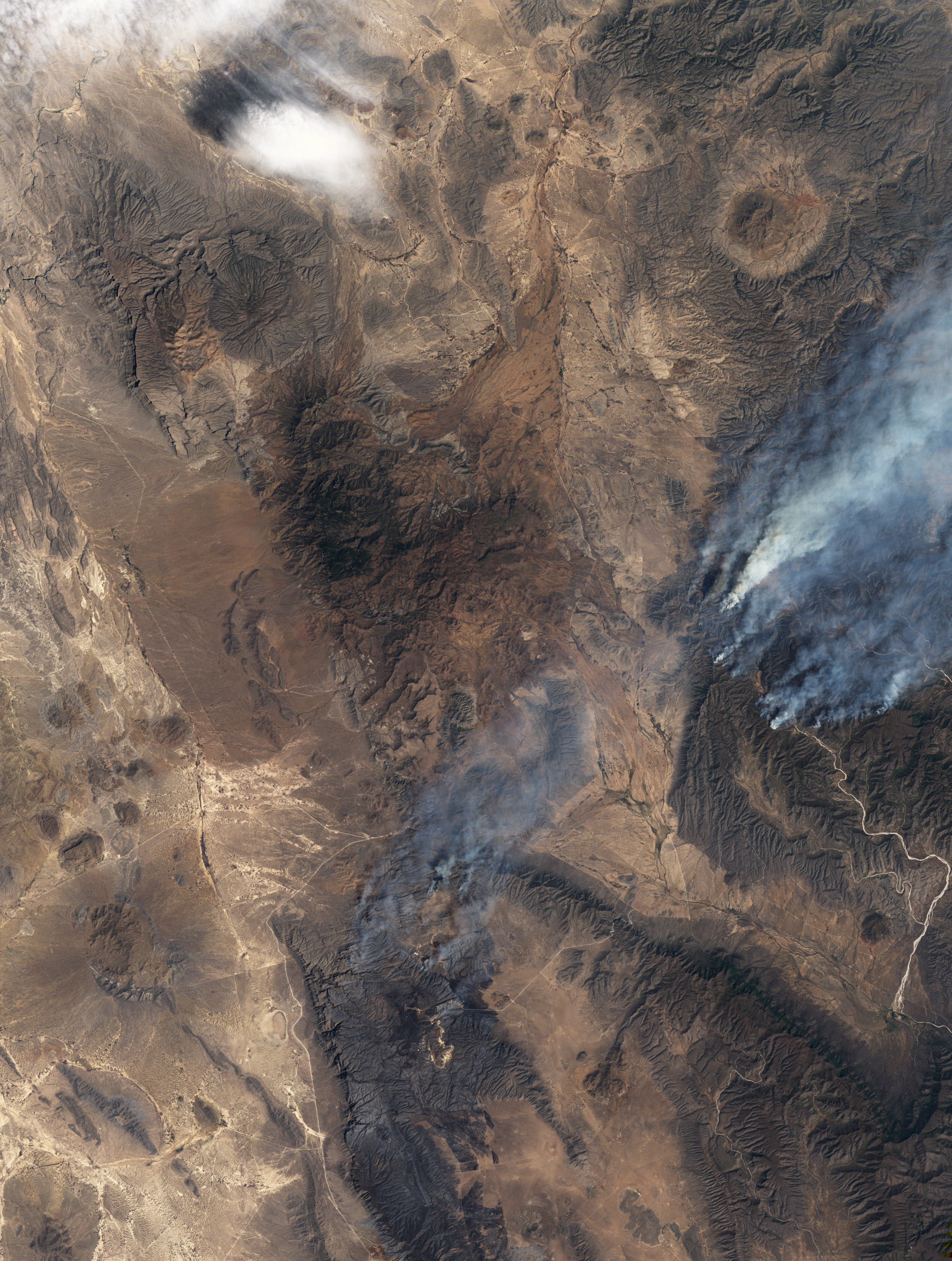
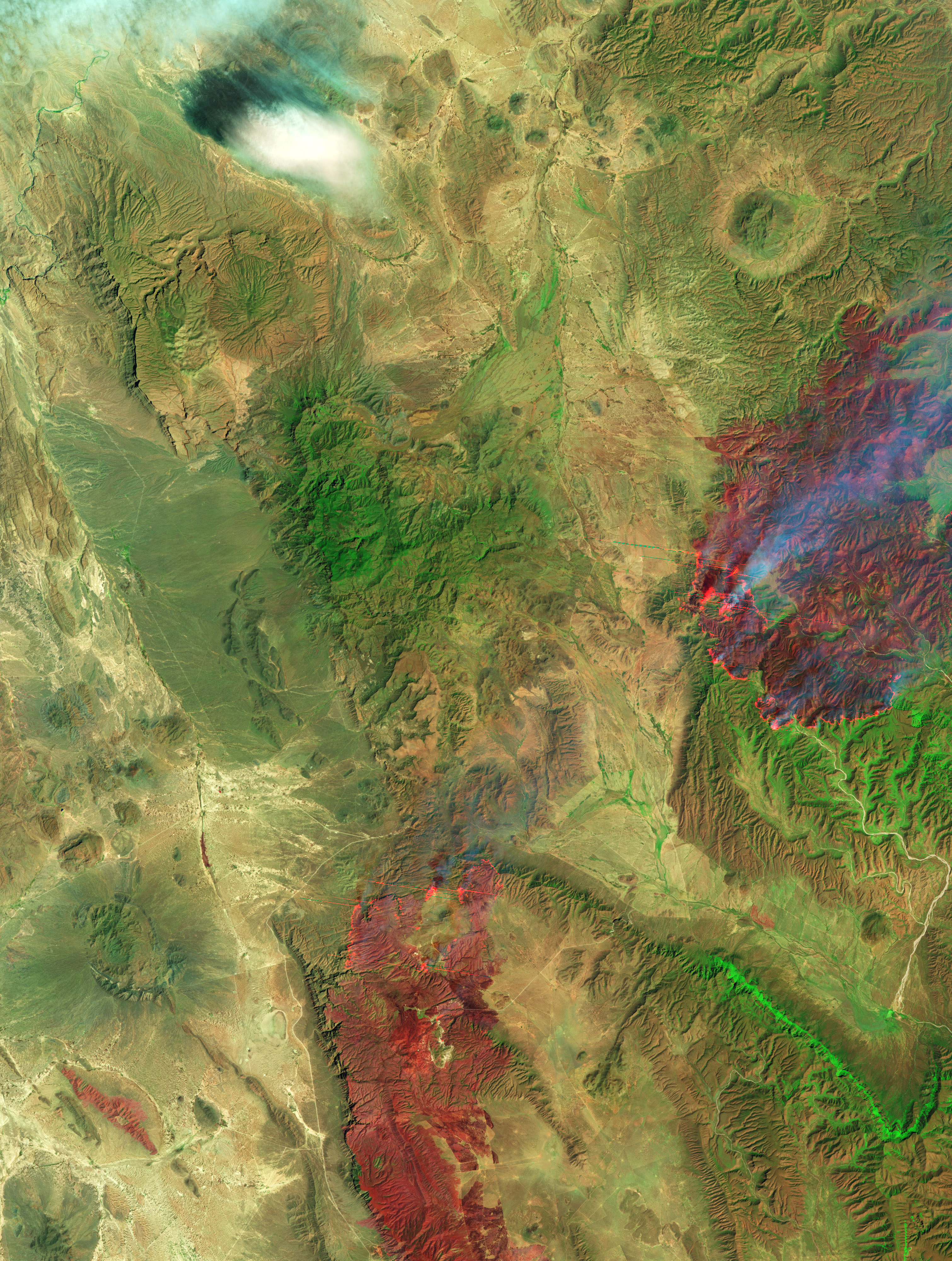

## پیوند به بریون
- (اسپانیایی) وب‌گاه حکومت
- (انگلیسی) وب‌گاه حکومت